# تیپ انقلابیون رقه
تیپ انقلابیون رقه (به عربی: لواء ثوار الرقة) یک گروه مسلح شورشی فعال در جنگ داخلی سوریه است که در سپتامبر ۲۰۱۲ در استان رقه تشکیل شد. این گروه هدف خود را تشکیل یک دولت دمکراتیک مدنی و تقسیم‌نشده در سوریه عنوان کرده‌است.
تیپ انقلابیون رقه در اواخر ۲۰۱۳ مدتی با جبهه النصره متحد شد اما در ژانویه ۲۰۱۴ از آن‌ها جدا شده و جنگ با دولت اسلامی عراق و شام را در شهر رقه ادامه دارد. پس از آن‌که دولت اسلامی این گروه و سایر گروه‌ها را از شهر رقه بیرون راند آن‌ها به حاشیه استان رقه نقل مکان کرده و با گروه کردی ی‌پ‌گ متحد شدند.
این گروه در سال ۲۰۱۴ به اتاق عملیاتی آتشفشان فرات پیوست و در سال ۲۰۱۵ همراه با ی‌پ‌گ در حمله موفق به شهر مرزی تل ابیض شرکت داشت. این گروه در اکتبر ۲۰۱۵ اعلام کرد که قصد حمله به رقه پایتخت دولت اسلامی را دارد و در ۱۵ اکتبر به عضویت ائتلاف «نیروهای دمکراتیک سوریه» درآمد.